# Osvaldo Rodríguez (kostarykański piłkarz)
Osvaldo Roberto Rodríguez Flores (ur. 17 grudnia 1990) – piłkarz kostarykański grający na pozycji pomocnika. Jest wychowankiem klubu Santos de Guápiles.

## Kariera klubowa
Swoją karierę piłkarską Pemberton rozpoczął w klubie Santos de Guápiles. W 2009 roku awansował do kadry pierwszej drużyny i wtedy też zadebiutował w nim w kostarykańskiej Primera División. W sezonie 2011/2012 stał się podstawowym zawodnikiem Santosu.
| Sezon   | Klub               | Kraj      | Rozgrywki        | Mecze | Bramki |
| ------- | ------------------ | --------- | ---------------- | ----- | ------ |
| 2009/10 | Santos de Guápiles | Kostaryka | Primera División | 10    | 0      |
| 2010/11 | Santos de Guápiles | Kostaryka | Primera División | 13    | 0      |
| 2011/12 | Santos de Guápiles | Kostaryka | Primera División | 27    | 2      |
| 2012/13 | Santos de Guápiles | Kostaryka | Primera División | 30    | 6      |
| 2013/14 | Santos de Guápiles | Kostaryka | Primera División |       |        |

## Kariera reprezentacyjna
W reprezentacji Kostaryki Rodríguez zadebiutował 19 stycznia 2013 w wygranym 1:0 meczu Copa Centroamericana 2013 z Belize. Turniej ten Kostaryka wygrała. W tym samym roku Rodríguez dostał powołanie do kadry na Złoty Puchar CONCACAF 2013.